# Cachí
Cachí är en kommunhuvudort i Argentina.   Den ligger i provinsen Salta, i den norra delen av landet, 1 300 km nordväst om huvudstaden Buenos Aires. Cachí ligger 2 355 meter över havet och antalet invånare är 2 189.
Terrängen runt Cachí är huvudsakligen kuperad. Cachí ligger nere i en dal. Runt Cachí är det mycket glesbefolkat, med 2 invånare per kvadratkilometer.. Cachí är det största samhället i trakten.
Omgivningarna runt Cachí är i huvudsak ett öppet busklandskap.